# Novamute
Novamute, Eigenschreibweise novamute oder zuvor NovaMute ist ein von Daniel Miller gemeinsam mit Mick Paterson, Pepe Jansz sowie Seth Hodder im Jahre 1992 gegründetes Label, welches überwiegend in den Musikstilrichtungen Techno und Electronica veröffentlicht.

## Geschichte
Der Gründung von Novamute als Sublabel von Mute Records in den frühen 1990er Jahren basierte auf der Idee die in Europa aufkommende Musik der Techno Bewegung innerhalb des Vereinigten Königreichs zu etablieren und hierbei die personellen und strukturellen Ressourcen des Mutterunternehmens zu nutzen. Zu den ersten Musikschaffenden die bei Novamaute unter Vertrag standen gehörten unter anderem die bereits in jenen Jahren bekannten DJs und Musikproduzenten Richie Hawtin, Luke Slater und Emmanuel Top.
Jene erste Veröffentlichungsphase von Novamute endete im Jahr 2005, aufgrund persönlicher und struktureller Veränderungen. Der damalige Leiter des Labels ließ sich an neuer Wirkungsstätte in Berlin nieder und die neue Muttergesellschaft EMI Group von Mute Records, zeigte wenig Interesse an weiteren Veröffentlichungen, gehörte die Sparte Maxi-Singles nicht zu ihren bevorzugten Betätigungsfeldern.
In der zweiten Veröffentlichungsphase des Labels ab dem Jahr 2017, getragen von der Intention Millers Novamute wiederzubeleben und eine seiner Meinung nach existierende Lücke im Markt schließen zu müssen, erfolgte die erneute Veröffentlichung einer Extended Play, entstanden in Zusammenarbeit mit dem Produzenten Nicolas Bougaïeff. Sie trägt den Titel "Cognitive Resonance". Im Laufe der kommenden Jahre finden weitere Musikschaffenden ihren Weg zu Novamute. So trägt unter anderem Terence Fixmer mit der Maxi-Single "Dance Of The Comets", dem zweiten Release nach Relaunch, zur Erweiterung des musikalischen Katalogs bei.

## Musikschaffende (Auswahl)
Lost, Totalis, Elevation, 3phase, Unity 3, GTO, Circuit Breaker, Spawn, Public Energy, UP!, Spirit Feel, Doof, Compufonic, Karl Axel Bissler, Death Before Disco, Scubadevils, Plastikman, Juno Reactor, Sasha & John Digweed, Darren Price, Aftrax, Fawn, Erasure, Sun Electric, Indika, Voodoo Child, Robotman, Emmanuel Top, Network, Justin Robertson, JB³, The Blunted Boy Wonder, Space DJz, Speedy J, Luke Slater, DJ Angelo, 2nd Gen, Steve Stoll, Madonna, Richie Hawtin, Cristian Vogel, Nitzer Ebb, S.I. Futures, Hans Weekhout, Tim Wright, 1st Bass, Soul Center, Miss Kittin, Needledust, Debasser, Earnest Honest, Umek, Cabaret Voltaire, Acid Casuals, Si Begg, Tim Baker, Motor, T.Raumschmiere, Salim Rafiq, Cutlass Supreme, Beyer & Lenk, Throbbing Gristle, Meloboy, Lawrence, Chris Liebing, Woody McBride, Depeche Mode, Phil Kieran, Nicolas Bougaïeff, Terence Fixmer, Charlotte de Witte, Anna und Fidelity Kastrow.

## Belege
1. ↑  Novamute – Tradition und Moderne. In: FAZE Magazin. 10. Juli 2019, abgerufen am 22. Juli 2021.
2. ↑  Christian Eede: Listen: Nicolas Bougaïeff On Relaunched NovaMute. In: The Quietus. 4. Oktober 2017, abgerufen am 16. September 2020 (englisch).
3. ↑  Christian Eede: Listen: New Terence Fixmer on NovaMute. In: The Quietus. 17. Oktober 2017, abgerufen am 16. September 2020 (englisch).
4. ↑  Holly Dicker: Terence Fixmer - Dance Of The Comets. In: Resident Advisor. 24. November 2017, abgerufen am 16. September 2020 (englisch).